# قنطره شرق
قنطره شرق شهری واقع در شمال شرقی کشور مصر و در سمت شرق کانال سوئز است.
این شهر که در استان اسماعیلیه قرار دارد در فاصله ۱۶۰ کیلومتری شمال شرق قاهره و در ۵۰ کیلومتری جنوب پورت سعید قرار دارد.
در سال ۱۹۶۷ و در جریان جنگ شش روزه این شهر به اشغال اسرائیل افتاد. در سال ۱۹۷۳ و در آغاز جنگ یوم کیپور
این شهر دوباره به کنترل مصر درآمد. مصر پس از بدست آوردن کنترل این شهر کوچک تا هنگام مذاکرات آتش بس، از سال ۱۹۷۴ کنترل خود بر این شهر را به حالت رسمی تبدیل کرد.